# Paul Nougé
Paul Nougé (Bruselas, 13 de febrero de 1895-Bruselas, 6 de noviembre de 1967) fue un poeta belga, instigador y teórico del surrealismo en Bélgica. Es apodado el «Breton belga».

## Biografía
De padre francés y de madre belga, Paul Nougé fue alumno del liceo francés de Bruselas. En 1909 empezó estudios de química biológica y trabajó desde 1919 a 1953 como bioquímico en un laboratorio médico. 
En 1919, Paul Nougé fue miembro fundador del primer Partido Comunista Belga.
En noviembre de 1924 creó la revista Correspondance que publica 26 panfletos hasta septiembre de 1925, con la colaboración de Camille Goemans y de Marcel Lecomte, excluido en julio de 1925. Aquel año, Nougé conoció a los surrealistas franceses, Louis Aragon, André Breton y Paul Éluard. También firmó el manifiesto La Révolution d'abord et toujours (en español, La Revolución ante todo y siempre) y en 1926 conoció a Louis Scutenaire. 
Tras el acercamiento de Nougé, Goemans, René Magritte y E. L. T. Mesens se creó en septiembre de 1926 el Grupo surrealista de Bruselas a través de la escritura de manifiestos en común a los cuales también se asoció André Souris.
Nougé compuso en 1927 varios détournements de un manual de gramática de Clarisse Juranville, ilustrados con cinco dibujos de Magritte, y escribió el prefacio del catálogo de la exposición de Magritte en la galería Le Centaure de Bruselas. En 1928, fundó la revista Distances, redactó los textos poéticos del catálogo de un vendedor de piel, ilustrado por Magritte (Le catalogue Samuel reeditado por Didier Devillez éditeur, Bruselas, 1996) y escribió el prefacio de una exposición de Magritte en la galería L'époque (firmada por sus amigos Goemans, Mesens, Lecomte, Scutenaire y Souris). 
En enero de 1929, Paul Nougé pronunció una conferencia sobre la música que acompaña un concierto dirigido por André Souris y una exposición de Magritte (La conférence de Charleroi, publicada en 1946). Entre diciembre de 1929 y febrero de 1930, Nougé realizó 19 fotografías que son publicadas en 1968 bajo el título Subversión de las imágenes. 
En 1931, Nougé escribió el prefacio de la exposición que marcó el regreso de Magritte a Bruselas. Extractos de Images défendues fueron publicados en 1933 en el número 5 de Surréalisme au service de la Révolution. En 1934, Nougé cofirmó L'action immédiate en Documents 34 cuyo redactor era Mesens, en 1935 Le Couteau dans la plaie y publicó en 1936, en Les Beaux-Arts de Bruselas, René Magritte ou la révélation objective. Nougé y Mesens apoyaron la exclusión de André Souris del grupo surrealista.
Movilizado como enfermero militar en 1939 en Mérignac y después en Biarritz, Paul Nougé escribió en 1941 el prefacio de una exposición de fotografías de Raoul Ubac que las autoridades ocupantes alemanas prohíbieron rápidamente (L'expérience souveraine). En 1943, publicó el texto completo de René Magritte ou Les images défendues. Bajo el pseudónimo de Paul Lecharantais, escribió en enero de 1944, el prefacio a una nueva exposición de Magritte criticada por los colaboradores del nazismo. En 1945, Nougé participó en la exposición Surréalisme organizada por la galería de la editorial La Boétie en Bruselas. En 1946, publica La Conférence de Charleroi y, bajo el título Élémentaires, un prefacio para la exposición de Magritte (Le surréalisme en plein soleil) en la galería Dietrich. A mediados de los años 1950, la obra de Nougé tuvo cierta influencia sobre Guy Debord a través de la revista Les lèvres nues.
Paul Nougé falleció en Bruselas el 6 de noviembre de 1967.

### En francés
- Au palais des images, les spectres sont rois, obras completas, Allia, 2017.
- Histoire de ne pas rire, Les Lèvres nues, Bruxelles, 1956; L'Âge d'homme, Lausanne, 1980.
- L'Expérience continue, Les Lèvres nues, Bruxelles, 1966; L'Âge d'homme, Lausanne, 1981.
- Journal (1941-1950), Les Lèvres nues, Bruxelles, 1968; Didier Devillez Éditeur, Bruxelles, 1995.
- À partir de 1973 de nombreux textes inédits de Nougé sont publiés par Tom Gutt dans "Le Vocatif".
- Des mots à la rumeur, Lausanne, L'Âge d'homme, 1983.
- Erotiques, Didier Devillez éditeur, Bruxelles, 1994.
- Journal 1941-1950, Didier Devillez éditeur, Bruxelles, 1995.
- Quelques lettres, Didier Devillez éditeur, Bruxelles, 1995.
- Paul Nougé, René Magritte, Le catalogue Samuel, préface de Tom Gutt, Bruxelles, Didier Devillez, 1996.
- René Magritte (in extenso), Didier Devillez éditeur, Bruxelles, 1997.
- Fragments, Didier Devillez éditeur, Bruxelles, 1997.
- La Musique est dangereuse, écrits autour de la musique, rassemblés et présentés par Robert Wangermée, Didier Devillez éditeur, Bruxelles, 2001.

### Revistas reeditadas
- Correspondance (1924-1925), Bruxelles, Didier Devillez, "Fac Similé", 1993
- Marie, Journal bimensuel pour la belle jeunesse (1926-1927, Bruxelles, Didier Devillez, "Fac Similé", 1993.
- Les Lèvres Nues, réédition en fac-similé des douze numéros de la première série (1954-1958), augmentée par Marcel Mariën et Roger Langlais de nombreux documents et d'un index. Plasma, coll. "Table Rase" (dir. R. Langlais), 1978. Rééd. Allia, 1995, 10 fascicules brochés sous emboîtage.

### Acerca de Paul Nougé
Fuentes utilizadas para la redacción de este artículo :
- André Souris, Paul Nougé et ses complices dans "Entretiens sur le surréalisme", sous la direction de Ferdinand Alquié, Mouton, Paris-La Haye, 1968.
- Christian Bussy, Anthologie du surréalisme en Belgique, Paris, Gallimard, 1972.
- Marcel Mariën, L'activité surréaliste en Belgique (1924-1950), Bruxelles, Lebeer-Hossmann, 1979.
- René Magritte et le surréalisme en Belgique, Musées Royaux des Beaux-Arts de Belgique, Bruxelles, 1982.
- Le mouvement surréaliste à Bruxelles et en Wallonie (1924-1947), Paris, Centre Culturel Wallonie Bruxelles, 1988.
- Olivier Smolders, Paul Nougé, Écriture et caractère. À l'école de la ruse, Labor, Bruxelles, 1995.
- Christine de Naeyer, Paul Nougé et la photographie, Bruxelles, Didier Devillez, 1995.
- Irène, Scut, Magritte & C°, Bruxelles, Musée Royaux des Beaux-Arts de Belgique, 1996, 558 p.
- Dominique Combe, Rhétorique de Paul Nougé, dans "Europe", "Les surréalistes belges", numéro 912, Paris, avril 2005, p. 51-62
- Jean-Pierre Verheggen, Nougé au quotidien, dans "Europe", "Les surréalistes belges", numéro 912, Paris, avril 2005, p. 91-93
- Xavier Canonne, Le surréalisme en Belgique, 1924-2000, Fonds Mercator, Bruxelles, 2006 ISBN 90-6153-659-6; Actes Sud, Paris, 2007, 352 p ISBN 9782742772094